# ながおか史遊会
ながおか史遊会とは、新潟県長岡市を中心に活動する歴史と文化に関心を持つ市民が集まって結成された団体である。

## 解説
同団体は地域の歴史や文化について研究・調査を行い、その知見を市民に広く伝えることを目的としている。現時点での代表は湯本泰隆で、同氏は市内を中心に様々な歴史・文化に関する講演会やイベントを開催し、地域の魅力を広く市民に伝えることを目指している。
主な活動としては、市内各地の史跡や文化財の調査・整備、史跡の案内板の制作・設置、市内外での歴史・文化に関する講演会やイベントの企画・実施などで、市民に歴史や文化についての情報を発信している。これらを通して、市民に向けた啓蒙活動にも力を注いでいる。
ながおか史遊会は、市民だけでなく歴史研究者や教育関係者なども参加しており、様々な年齢層や職業のメンバーが集まって活動している。同団体は地域の文化財保護や歴史の継承に寄与する重要な存在である。